# Phanerotoma recurvariae
Phanerotoma recurvariae är en stekelart som beskrevs av Joseph Augustine Cushman 1914. Phanerotoma recurvariae ingår i släktet Phanerotoma och familjen bracksteklar. Inga underarter finns listade i Catalogue of Life.